# Blue Whale Challenge
De Blue Whale Challenge is een fenomeen op sociale media uit 2016. Het is een "spel" dat naar verluidt bestaat uit een reeks taken die door opdrachtgevers gedurende een periode van 50 dagen aan de spelers gegeven wordt. In het begin zijn deze opdrachten onschadelijk vooraleer elementen van automutilatie worden geïntroduceerd (je krijgt bijvoorbeeld opdrachten om jezelf pijn te doen). De finale opdracht bestaat erin dat de speler zelfmoord pleegt.
De "Blue Whale" (Russisch: Синий кит) verkreeg voor het eerst publiciteit in mei 2016 in een artikel van de Russische krant Novaja Gazeta dat veel niet-verwante kinderzelfmoorden koppelde aan het lidmaatschap van groep "F57" op het Russische sociale netwerk VK. Een golf van paniek overspoelde Rusland. Het artikel werd later bekritiseerd, omdat het probeerde een oorzakelijk verband te leggen waar dat niet bestond. Geen van de zelfmoorden bleek het resultaat te zijn van deze groepsactiviteiten. Beweringen van zelfmoorden die verband houden met het spel zijn wereldwijd gesignaleerd, maar geen enkele hiervan is bevestigd.